# Mustapha Hadji
Mustapha Hadji (arabské písmo مصطفى حجي, tifinagh ⵎⵙⵟⴰⴼⴰ ⵃⵊⵉ, * 16. listopadu 1971, Ifrane, Maroko) je bývalý marocký fotbalový záložník.
Od deseti let žil s rodiči ve Francii, fotbal začal hrát až jako čtrnáctiletý v klubu AS Nancy-Lorraine. V roce 1992 mu pomohl k postupu do nejvyšší soutěže. V roce 1996 přestoupil do Sportingu Lisabon, za který hrál finále Taça de Portugal. Dalšími kluby, v kterých působil, byly Deportivo La Coruňa, Coventry City, Aston Villa FC (vítěz Pohár Intertoto 2001) a al-Ain Club (mistr Spojených arabských emirátů 2004), kariéru končil v lucemburském CS Fola Esch.
V marocké reprezentaci odehrál 63 zápasů a vstřelil 13 branek. Zúčastnil se mistrovství světa ve fotbale 1994 a mistrovství světa ve fotbale 1998, kde vsítil památný gól po šedesátimetrovém sólu v utkání proti Norsku (remíza 2:2). V roce 1998 také získal ocenění Africký fotbalista roku.